# ضبط النسخ
ضبط النسخ أحد مكونات إدارة تهيئة البرمجيات، وتعرف أيضا بنظم إدارة الشيفرة المصدرية، وهي نظم مسؤولة عن إدارة التغييرات في المستندات وبرامج الكمبيوتر ومواقع الويب الكبيرة ومجموعات أخرى من المعلومات قيد التطوير. عادة ما يتم تحديد التغييرات برقم أو حرف رمزي، يطلق عليه «رقم المراجعة» أو «مستوى المراجعة» أو ببساطة «مراجعة». على سبيل المثال، مجموعة أولية من الملفات تسمى «المراجعة 1». عندما يتم إجراء التغيير الأول، فإن المجموعة الناتجة هي «المراجعة 2»، وهكذا. ترتبط كل مراجعة بطابع زمني وبالشخص الذي يقوم بالتغيير. يمكن مقارنة المراجعات واستعادتها ودمجها مع بعض أنواع الملفات.
كانت الحاجة إلى طريقة منطقية لتنظيم المراجعات والتحكم فيها موجودة تقريبًا بوجود الكتابة، لكن مراقبة المراجعة أصبحت أكثر أهمية وتعقيدًا عندما بدأ عصر الحوسبة. ترقيم طبعات الكتاب ومراجعة المواصفات هي أمثلة تعود إلى عصر الطباعة فقط. اليوم، أنظمة التحكم في المراجعة الأكثر قدرة (وكذلك المعقدة) هي تلك المستخدمة في تطوير البرمجيات، حيث يمكن لفريق من الناس إجراء تغييرات على نفس الملفات في نفس الوقت.
يتم تشغيل نظم التحكم في الإصدار (VCS) بشكل شائع كتطبيقات قائمة بذاتها، ولكن التحكم في المراجعة مضمن أيضًا في أنواع مختلفة من البرامج مثل معالجات النصوص وجداول البيانات ومستندات الويب التعاونية وفي أنظمة إدارة المحتوى المختلفة، على سبيل المثال، تاريخ الصفحة لويكيبيديا. يسمح التحكم في المراجعة بالقدرة على إعادة مستند إلى مراجعة سابقة، وهو أمر مهم للسماح للمحررين بتتبع تعديلات بعضهم البعض، وتصحيح الأخطاء، والدفاع ضد التخريب والإزعاج الإلكتروني في ويكي.

## وصلات خارجية
- دليل مرئي في ضبط النسخ
- أساسيات ضبط النسخ